# Carretera El Llano-Cartí
La Carretera El Llano-Cartí es la única vía terrestre que comunica la comarca de Guna Yala en Panamá. Con unos 21,7 km, inicia en el pueblo de El Llano, distrito de Chepo, a partir de la carretera Interamericana, y termina en el pueblo de Cartí, en la costa oeste de la comarca. A partir de ahí, los viajantes deben desplazarse a otros puntos de la comarca vía marítima. Fue completada en 2009 y pavimentada totalmente en 2011.
Una de las características importantes es que la vía no es expedita para todo el público. Existe un puesto de control en la frontera de la comarca, con policías indígenas, donde en nombre del Congreso General Guna solicitan un peaje para cada carro y cada persona no guna y no residente en la comarca.